# Senyera (Valencia)
Senyera (spanisch Señera) ist eine spanische Gemeinde in der Provinz Valencia, in der Comarca Ribera Alta.
Sie grenzt an die zur gleichen Comarca gehörigen Gemeinden Manuel, Pobla Llarga, Sant Joan de l'Ènova und Castelló de la Ribera.

## Geografische Lage
Die Gemeinde liegt am rechten Ufer des Flusses Albaida. Ein Grabensystem verteilt Flusswasser zur Bewässerung.

## Wirtschaft
Hauptsächlich wird Landwirtschaft betrieben, namentlich der Anbau von Orangenbäumen, Gemüse und Mais.
Eine Bewässerung der Anbauflächen ist durchweg erforderlich.
Haupteinnahmequelle ist der Export von Orangen.
Viehzucht wird nur in geringerem Umfang betrieben (meist Familienbetriebe).
Bedarf an Industrie, Handel und Dienstleistungen wird überwiegend vom benachbarten Castelló de la Ribera abgedeckt.